# Trường Dục Thanh

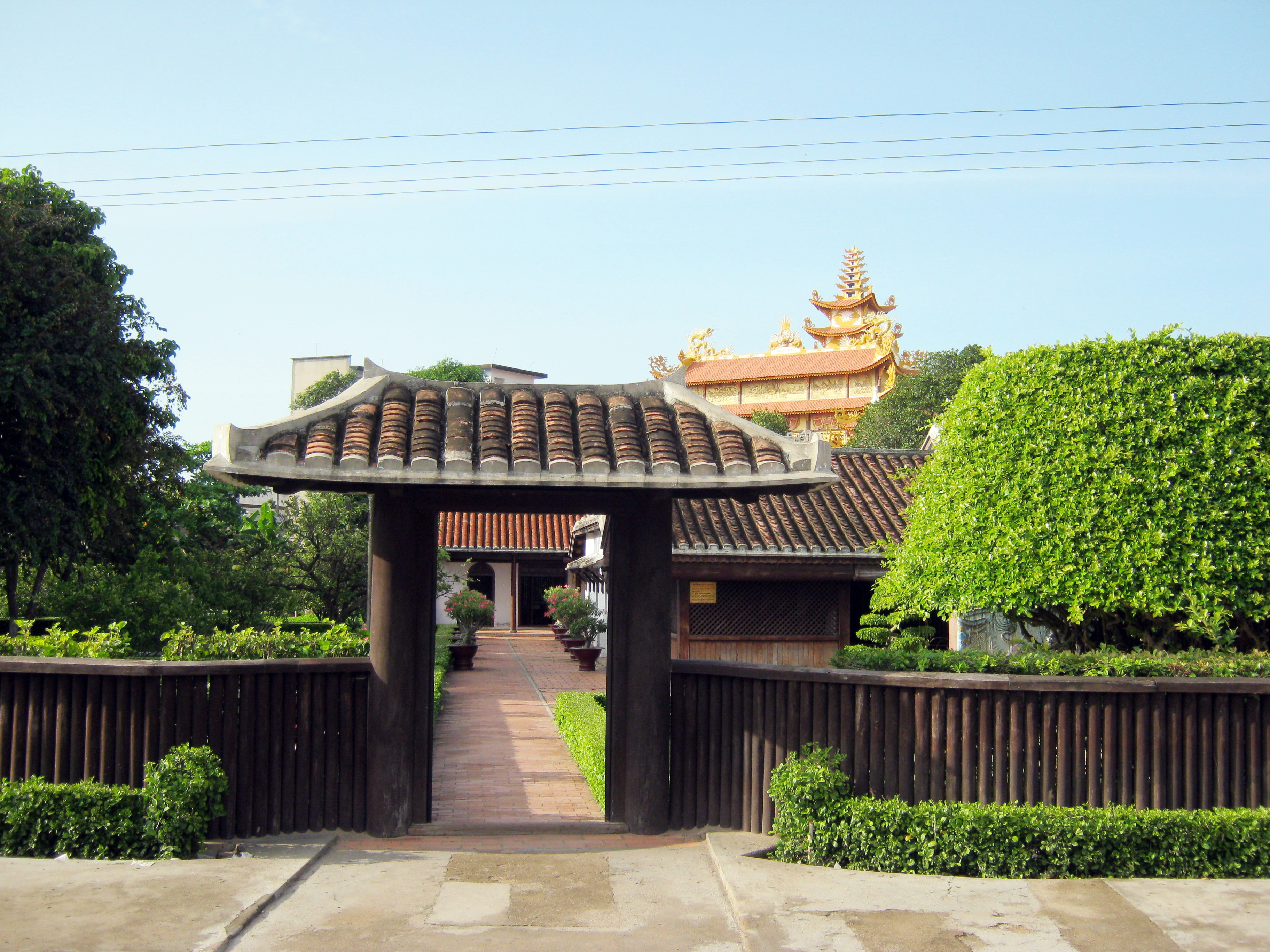
Cổng trường Dục Thanh

Dục Thanh Học hiệu (viết tắt của: Giáo Dục Thanh Thiếu Niên) là một ngôi trường do các sĩ phu yêu nước ở Phan Thiết, tỉnh Bình Thuận sáng lập vào năm 1907 để hưởng ứng phong trào Duy Tân do Phan Châu Trinh, Trần Quý Cáp và Huỳnh Thúc Kháng khởi xướng tại Trung Kỳ.
Đây cũng là ngôi trường mà Nguyễn Tất Thành (sau này là Chủ tịch Hồ Chí Minh) đã dừng chân dạy học một thời gian trước khi vào Sài Gòn trong chuyến xuất ngoại.

## Thành lập và hoạt động

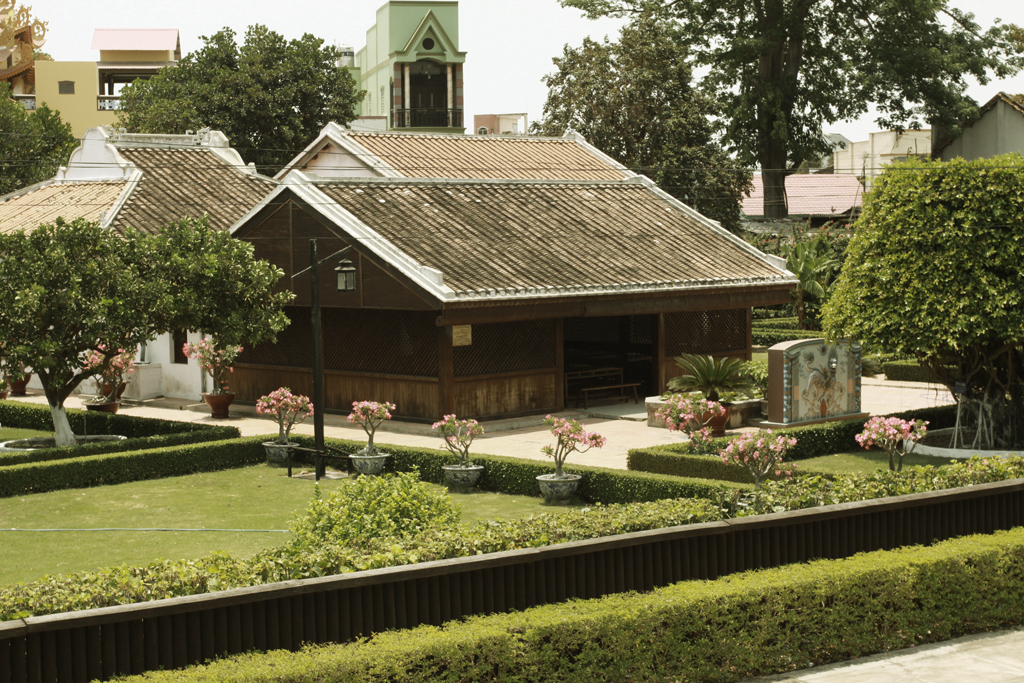
Trường Dục Thanh

Đầu thế kỷ 20, Bình Thuận là nơi hội tụ nhiều sĩ phu yêu nước, ban đầu do phong trào tị địa ở miền Nam, sau đó do sự sách nhiễu của các quan lại phong kiến ở các tỉnh miền Trung, nên vào năm 1905, khi Phan Châu Trinh, Huỳnh Thúc Kháng, Trần Quý Cáp ghé qua Bình Thuận trong một chuyến Nam du, thì hạt giống Duy Tân mọc rễ ở đây.
Với sự giới thiệu của Trương Gia Mô, ba cụ đã gặp các ông Nguyễn Trọng Lội (hay Lợi), Nguyễn Quý Anh (là hai con trai nhà thơ yêu nước Nguyễn Thông), Hồ Tá Bang và truyền bá tư tưởng Duy Tân của mình. Với sự góp mặt thêm của các ông Ngô Văn Nhượng, Nguyễn Hiệt Chi, Trần Lệ Chất, sáu ông đứng ra sáng lập ra 3 tổ chức với các nhiệm vụ chính trị - văn hoá - kinh tế gắn liền nhau, tương ứng với cương lĩnh hành động 3 điểm "Khai dân trí - Chấn dân khí - Hậu dân sinh" của phong trào Duy Tân hồi bấy giờ:
- Dục Thanh Học Hiệu: mở trường dạy cho con em người yêu nước và lao động nghèo theo nội dung yêu nước và tiến bộ, được thành lập năm 1907.
- Liên Thành Thư Xã: truyền bá các sách báo có nội dung yêu nước, được thành lập năm 1905.
- Liên Thành Thương Quán: làm kinh tế gây quỹ hoạt động, đồng thời tạo công ăn việc làm cho nhân dân, được thành lập năm 1906.

Liên Thành Thương Quán hoạt động có hiệu quả, bí mật đóng góp một phần tài chính cho phong trào Đông Du của Phan Bội Châu và các phong trào giải phóng dân tộc về sau. Liên Thành thư xã do Nguyễn Hiệt Chi phụ trách mời nhiều diễn giả đến diễn thuyết, trong đó có Phan Châu Trinh, gây được tiếng vang sôi nổi. Đặc biệt Dục Thanh học hiệu đã đào tạo được một lớp trẻ học tập theo sách vở và tinh thần mới.

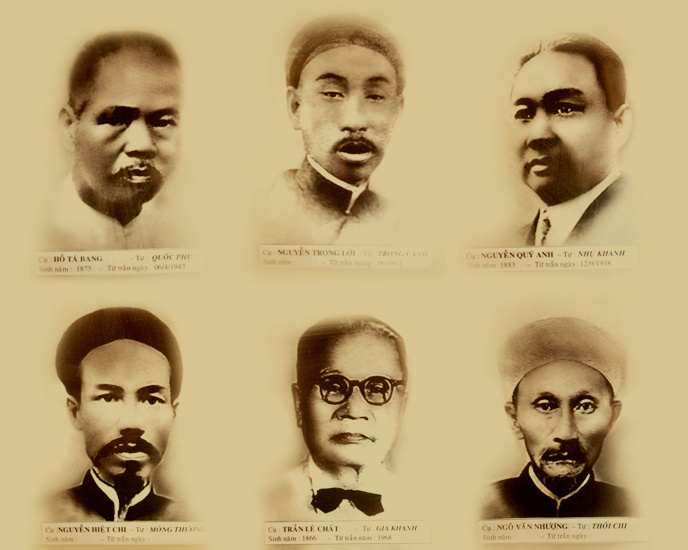
Sáu sáng lập viên của trường Dục Thanh: Hồ Tá Bang, Nguyễn Trọng Lội (hay Lợi), Nguyễn Quý Anh (hàng trên), Nguyễn Hiệt Chi, Trần Lệ Chất, Ngô Văn Nhượng (hàng dưới).

Trường Dục Thanh được xây dựng năm 1907 (cùng năm xây dựng với trường Đông Kinh Nghĩa Thục) ngay trên đất nhà thờ họ Nguyễn ở làng Thành Đức (ngày nay là nhà số 39 phố Trưng Nhị, phường Đức Nghĩa, Phan Thiết). Cấu trúc chính của trường gồm 2 nhà lớn bằng gỗ dùng làm phòng học, một ngôi nhà lầu nhỏ - Ngoạ Du Sào - là nơi bàn việc, tiếp khách quý, luận đàm văn thơ và nhà Ngự làm nơi ở chung của các thầy và trò xa nhà.
Kinh phí hoạt động của trường nhờ vào 2 nguồn: huê lợi từ 10 mẫu nhất đẳng điền do ông Huỳnh Văn Đẩu - một phú gia có lòng ái quốc ở địa phương - hiến cho và tài trợ của Liên Thành Thương Quán. Nhờ đó học sinh ăn học không phải trả tiền, thầy giáo chỉ nhận trợ cấp mà không hưởng lương.
Trường do ông Nguyễn Quý Anh làm Giám Hiệu, với hai giảng viên chính là Nguyễn Hiệt Chi và Trần Đình Phiên. Trường có 4 lớp học, số học sinh lúc cao nhất vào khoảng 100 học sinh, từ Sài Gòn ra, từ Đà Nẵng, Hội An vào, và nhiều nơi khác ở Nam Trung Bộ và miền Đông Nam Bộ, do nhiều bà con của các thân sỹ gửi gắm trọ học. Chương trình dạy của trường do Đông Kinh Nghĩa Thục ở Hà Nội biên khảo, chú giải, được gửi vào Phan Thiết qua ông Đình nguyên hoàng giáp Đào Nguyên Phổ, bạn thân giao của Trần Lệ Chất.
Trường có nội quy rất nghiêm cho tất cả học sinh. Buổi sáng hàng ngày từ lúc 6 giờ sáng, chiều lúc 17 giờ, sau khi tập thể dục xong, học sinh xếp hàng thật ngay ngắn đi vào lớp. Vào lớp rồi, tất cả học sinh xếp tay vòng trước ngực hát bài ca ái quốc, dựa theo Bài thơ "Quốc Hồn Ca" do Phan Chu Trinh viết vào năm 1907, được chọn làm bài học thuộc lòng cho mỗi môn sinh.

## Trường Dục Thanh và Nguyễn Tất Thành

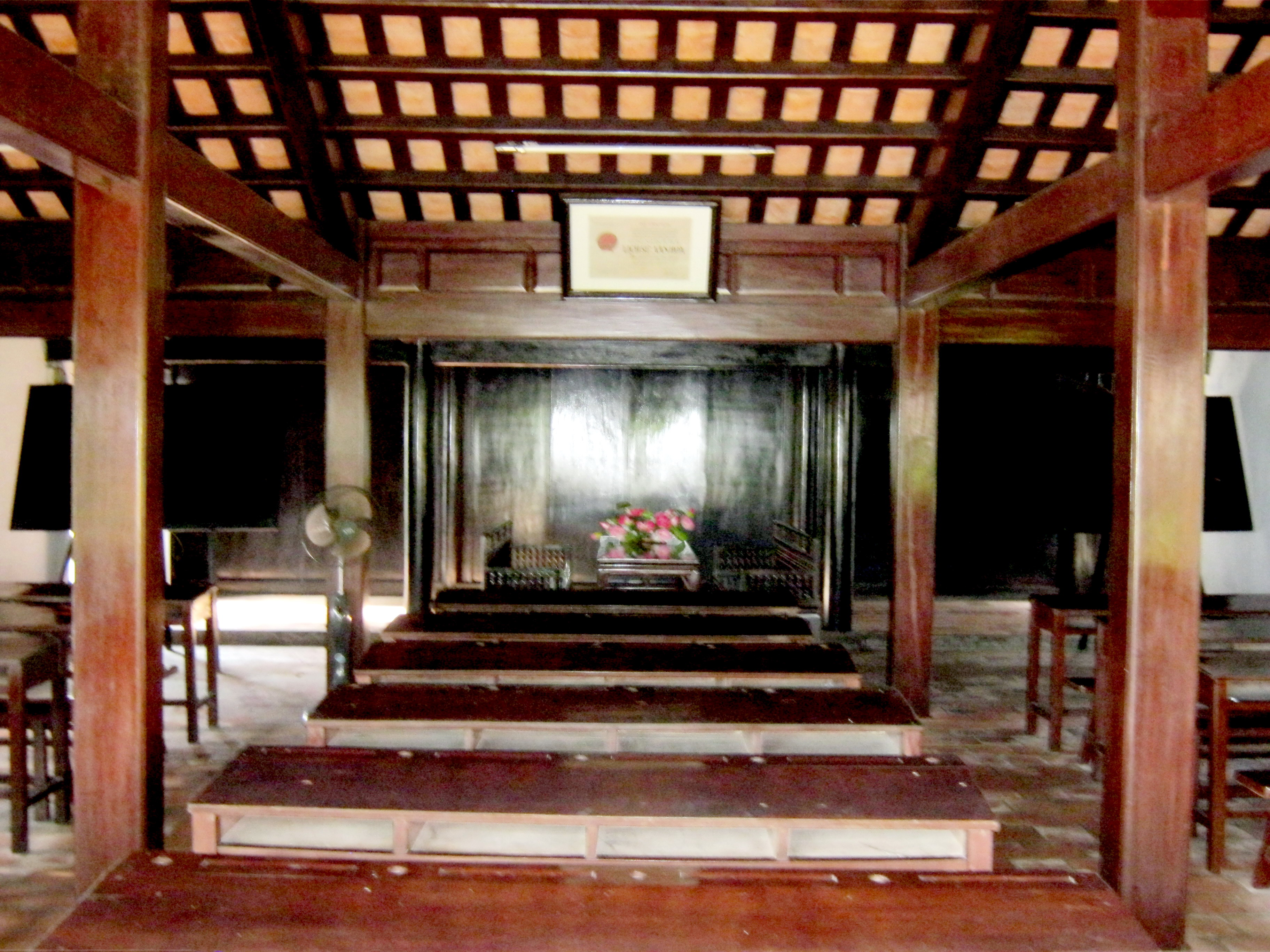
Phòng học

Tháng 8 năm 1910, Nguyễn Tất Thành (Chủ tịch Hồ Chí Minh) được ông nghè Trương Gia Mô - vốn là bạn đồng liêu cũ của cụ Nguyễn Sinh Sắc - giới thiệu với Hồ Tá Bang đến Phan Thiết dạy học tại ngôi trường này. Một trong những học sinh của trường là Nguyễn Kinh Chi con cụ Nguyễn Hiệt Chi, về sau là Bác sĩ, Thứ trưởng Bộ Y tế Việt Nam Dân chủ Cộng hòa, đại biểu Quốc hội khóa I - IV, là học trò trực tiếp của thầy Nguyễn Tất Thành. Nguyễn Tất Thành dạy lớp nhì, chủ yếu là dạy Chữ Quốc ngữ và Hán văn, ngoài ra, còn kiêm nhiệm dạy môn thể dục. Trong thời gian này, ngoài những nội dung được phân công giảng dạy, Nguyễn Tất Thành còn truyền bá lòng yêu quê hương đất nước, nòi giống tổ tiên cho học sinh. Trong những giờ học ngoại khóa hay những lúc rảnh, Nguyễn Tất Thành còn dẫn học sinh của mình du ngoạn cảnh đẹp ở Phan Thiết như bãi biển Thương Chánh, động làng Thiềng, Đình làng Đức Nghĩa.
Tháng 2 năm 1911, Nguyễn Tất Thành rời trường Dục Thanh vào Sài Gòn với giấy thông hành tên Văn Ba do Trần Lệ Chất và Hồ Tá Bang lo giúp.

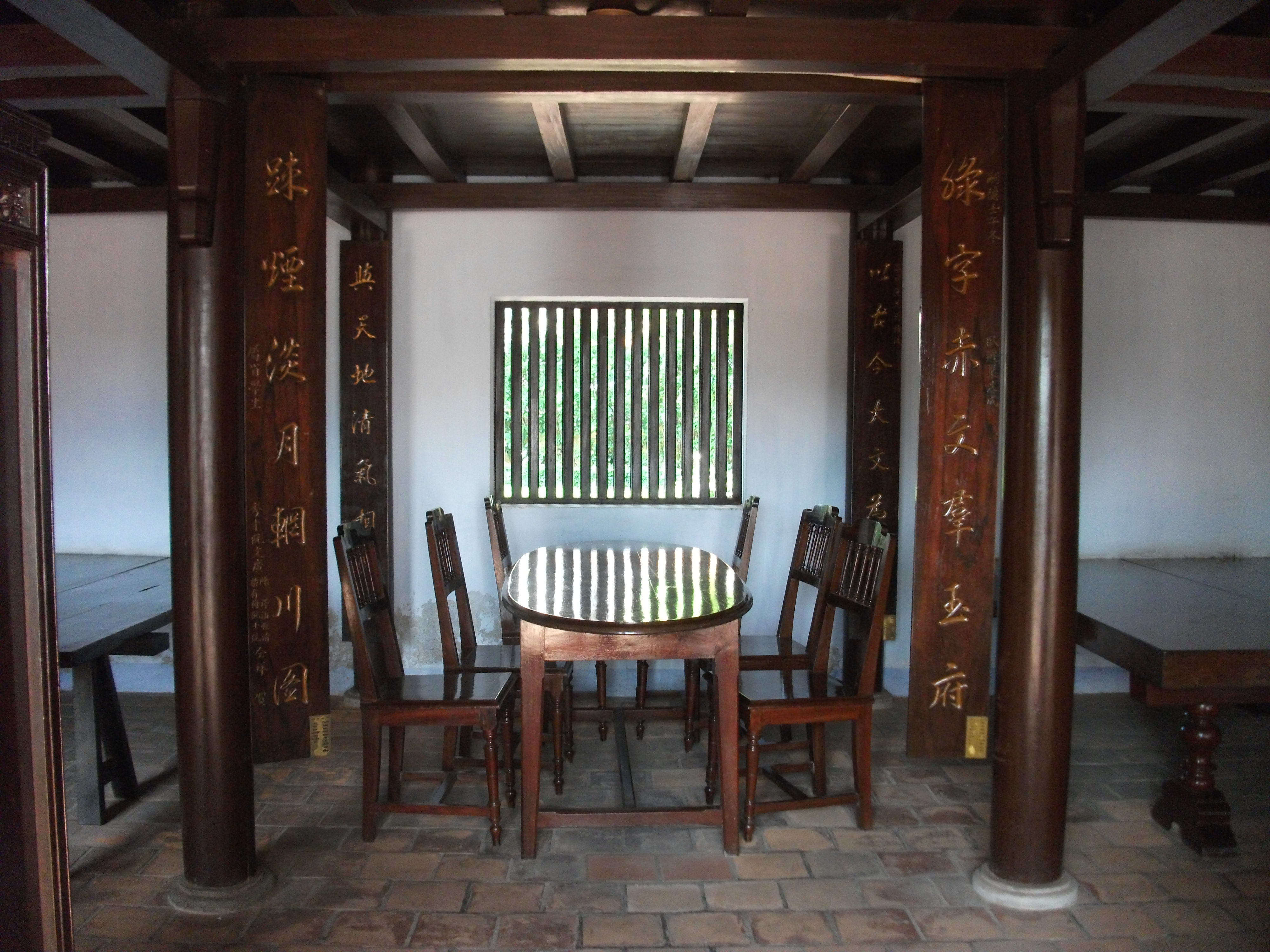
Ngọa Du Sào trong khuôn trường do Nguyễn Thông xây dựng để có nơi làm thơ, đọc sách. Khi Nguyễn Tất Thành đến dạy học, cũng từng đọc sách tại đây.

Cuối năm 1911, ông Nguyễn Quý Anh chuyển vào Sài Gòn đảm trách Đổng lý phân cuộc Liên Thành ở Chợ Lớn, không còn ai giám hiệu và vì nhiều lý do khách quan khác nên trường đóng cửa vào năm 1912. Liên Thành Thư xã cũng đóng cửa ít lâu trước đó, chỉ còn công ty Liên Thành thì vẫn hoạt động mãi đến hiện tại. Hiện di tích Trường Dục Thanh thành phố Phan Thiết đã được tỉnh Bình Thuận phục dựng theo mô tả của các học trò cũ của trường vào thời điểm thầy giáo Nguyễn Tất Thành tham gia giảng dạy, là một địa điểm văn hóa du lịch của cả nước. Phần di tích cũ còn lại nguyên vẹn gồm có cây khế mà Nguyễn Tất Thành đã chăm sóc và giếng nước mà Nguyễn Tất Thành mỗi ngày lấy nước tưới cây.